# Palacagüina
Palacagüina é um município da Nicarágua, situado no departamento de Madriz. Tem 157 km² de área e sua população em 2020 foi estimada em 15.816 habitantes.